# استاری کوردیم
استاری کوردیم (انگلیسی: Stary Kurdym) یک شهرک در شهرستان تاتیشلینسکی استان باشقیرستان کشور روسیه است.